# Olita (rejon miejski)
Rejon miejski Olita (lit. Alytaus miesto savivaldybė) – rejon miejski w południowej Litwie.